# Régime communiste de Roumanie
6 mars 1945 – 22 décembre 1989
(44 ans, 9 mois et 16 jours)
Entités précédentes :
- Royaume de Roumanie

Entités suivantes :
- Union soviétique (dans l'île des Serpents et quelques autres, 1948)
- Roumanie (1989)

Le régime communiste de Roumanie (en roumain : Regimul comunist din România) est le nom employé en Roumanie pour désigner l'État communiste sous la gouvernance du Parti communiste roumain (du 6 mars 1945 au 22 décembre 1989). Cette période peut être divisée en trois phases qui correspondent aux trois régimes constitutionnels successifs :
- du 6 mars 1945 au 30 décembre 1947, les 34 derniers mois du royaume de Roumanie (sous occupation soviétique depuis le 12 septembre 1944) ;
- du 30 décembre 1947 au 28 juin 1965, la République populaire roumaine (Republica Populară Romînă ou RPR) ;
- du 28 juin 1965 au 22 décembre 1989, la république socialiste de Roumanie (Republica Socialistă România ou RSR) .

Le régime communiste de Roumanie a été mis en place par le coup d'état du Parti communiste roumain soutenu par l'Armée rouge le 6 mars 1945 ; la République a été créée le 30 décembre 1947 lors de l'abolition du royaume de Roumanie et de l'abdication du roi Michel. Le régime s'effondra à la chute du bloc de l'Est, lorsque le coup d'État de décembre 1989 mit un terme à la dictature communiste et aux fonctions du président Nicolae Ceaușescu, mais la forme d'État républicaine fut conservée.

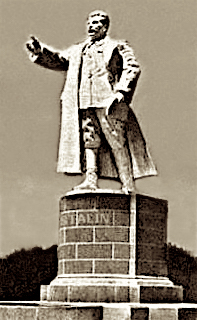
La statue de Staline à Bucarest est restée en place onze ans (1951-1962). Elle était surnommée Davaï tchas (« file ta montre ») dans l'humour populaire, en référence aux mœurs des soldats de l'Armée rouge durant l'occupation de la Roumanie par l'Union soviétique et à la direction de son bras tendu vers la grande horloge publique située de l'autre côté de la place.

## Généralités
L'ensemble de la période allant du 6 mars 1945 au 22 décembre 1989 est désignée sous le nom de « Roumanie communiste » ou, plus rarement, de « Roumanie socialiste ». S'auto-désignant comme une « démocratie populaire », la Roumanie demeura politiquement alignée sur l'URSS jusqu'en 1964, date à laquelle elle prit une posture plus indépendante, tout en continuant de faire partie du bloc de l'Est. Durant cette période le pays connait un régime totalitaire d'inspiration marxiste-léniniste, caractérisé par :
- sur le plan juridique, la position constitutionnelle de jure du Parti communiste roumain comme « parti unique et organe dirigeant de l’état », interdisant de facto la constitution d’associations, syndicats ou autres structures sociales indépendantes du pouvoir, et imposant un courant de l’autorité et de légitimité » (souveraineté), allant du sommet (le Comité Central) vers la base (les autres structures du parti, les citoyens) ;
- sur le plan politique la privation des libertés individuelles, en s'appuyant sur un outil policier très développé, sans garde-fou judiciaire. La présence massive d'une police politique secrète infiltrant toute la société : la Securitate dont l’activité s’étendait à la censure, à l’écoute aléatoire et sans contrôle juridique des conversations téléphoniques, à l’ouverture du courrier, au maillage territorial, institutionnel et professionnel systématique du pays par un réseau d’informateurs permanents et payés ou bien occasionnels et menacés, à la pratique courante d’arrestations arbitraires, de tortures en cours d’interrogatoire et d’internement psychiatrique et de déportation des citoyens arrêtés, avec ou sans « jugement », dans les réseaux de camps de travaux forcés de la steppe du Bărăgan ou du canal Danube-Mer Noire. Jusqu’en 1964, la Securitate fut aussi coutumière des exécutions extra-judiciaires ;
- sur le plan économique, une stricte planification d’état, impliquant non seulement les orientations macro-économiques et le commerce international, mais aussi tous les aspects de la production, de la distribution et de la consommation. En outre, l'économie communiste roumaine a été marquée par une forte campagne de nationalisation et centralisation de toutes les actions économiques[5]. Cette logique s’est déclinée au mépris des ressources disponibles, des possibilités techniques, de l’environnement et des besoins de la population, interdisant toute forme d’autogestion et induisant des inégalités entre la bureaucratie du Parti et de l’État qui disposait d’un niveau de vie comparable aux classes moyennes d’Europe occidentale, et le reste de la population aux prises avec une pénurie permanente d’énergie, de denrées, de produits finis et de services (ce qui encourageait le développement d’une économie informelle, mais spéculative) ;
- sur le plan culturel, un strict contrôle des activités artistiques, littéraires, scientifiques et muséologiques, des médias et des droits des citoyens roumains à l’opinion, à l’expression et à la formation de clubs, associations ou amicales ;
- une violation permanente de la liberté de circulation, tout déplacement nécessitant des autorisations et divers visas préalables pour changer d’emploi, de domicile, de résidence à l’intérieur du pays, et encore plus pour voyager hors du pays, et surtout dans les pays non-communistes ;
- enfin une violation du droit de propriété, se manifestant non seulement au niveau des entreprises mais aussi des simples citoyens par la nationalisation généralisée sans compensation des moyens privés de production, et une confiscation systématique des propriétés des citoyens considérés comme « ennemis de l’ordre socialiste » (dușmani ai orânduirii socialiste), soit de par leur activité passée, soit du simple fait de l’origine sociale dite « bourgeoise-latifundiaire » (clasa burghezo-moșierească) de leurs ancêtres. L’État s’est approprié tous ces biens par simples décrets, le plus important étant le décret no 92 de 1950[6], ou même sans décret par voie de coercition, plus de 400 000 immeubles dont plus de 150 000 ont été démolis[7].

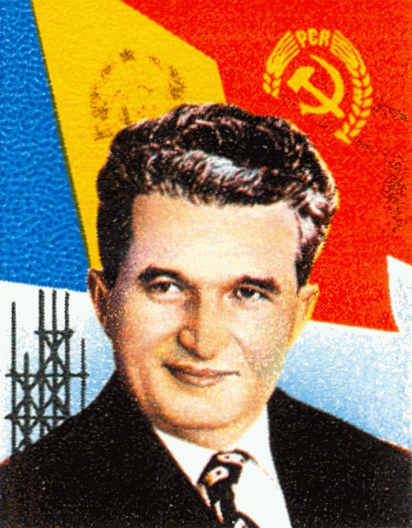
Représentation officielle de Nicolae Ceaușescu, dans le style du réalisme socialiste.

Sur le plan idéologique et éthique, ce régime a tourné le dos à l’idéal communiste dont il se réclamait : deux dictons populaires de l’époque de la dictature communiste étaient que PCR signifiait pile, combinații, relații soit « piston, magouilles, relations », et que dans ce régime, toutes les briques de l’édifice sont théoriquement égales, mais pratiquement celles d’en bas doivent supporter le poids de celles d’en haut,.
Sur le plan étatique et pratique, les crimes de ce régime contre l’humanité ont fait plus de deux millions de victimes officiellement reconnues par l’Institut national de recherche historique sur les crimes du régime communiste créé par la loi no 1.724 du 21 décembre 2005, soit environ 11 % de la population du pays pour une moyenne de 122 victimes politiques par jour (mais en fait, bien plus dans les années 1945-1955 et 1979-1989, et bien moins dans les années 1965-1975).

## Symboles du régime
La régime communiste de Roumanie utilisa successivement quatre drapeaux et armoiries :
| Drapeaux                                                                           | Armoiries                                                                         |
| ---------------------------------------------------------------------------------- | --------------------------------------------------------------------------------- |
| Drapeau de la République populaire roumaine (janvier à mars 1948).                 | Blason de la République populaire roumaine (janvier à mars 1948).                 |
| Drapeau de la République populaire roumaine (mars 1948 - 24 septembre 1952).       | Blason de la République populaire roumaine (mars 1948 - 1952).                    |
| Drapeau de la République populaire roumaine (24 septembre 1952 - 28 juin 1965).    | Blason de la République populaire roumaine (1952 - 28 juin 1965).                 |
| Drapeau de la république socialiste de Roumanie (28 juin 1965 - 22 décembre 1989). | Blason de la république socialiste de Roumanie (28 juin 1965 - 22 décembre 1989). |

## Bilan et mémoire du régime

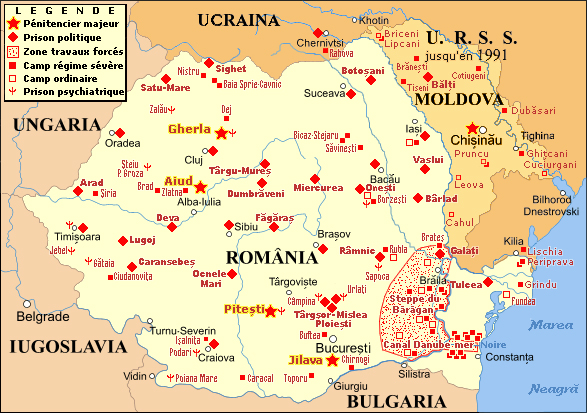
Réseau de prisons et de camps en Roumanie et RSS moldave (1945-1989).

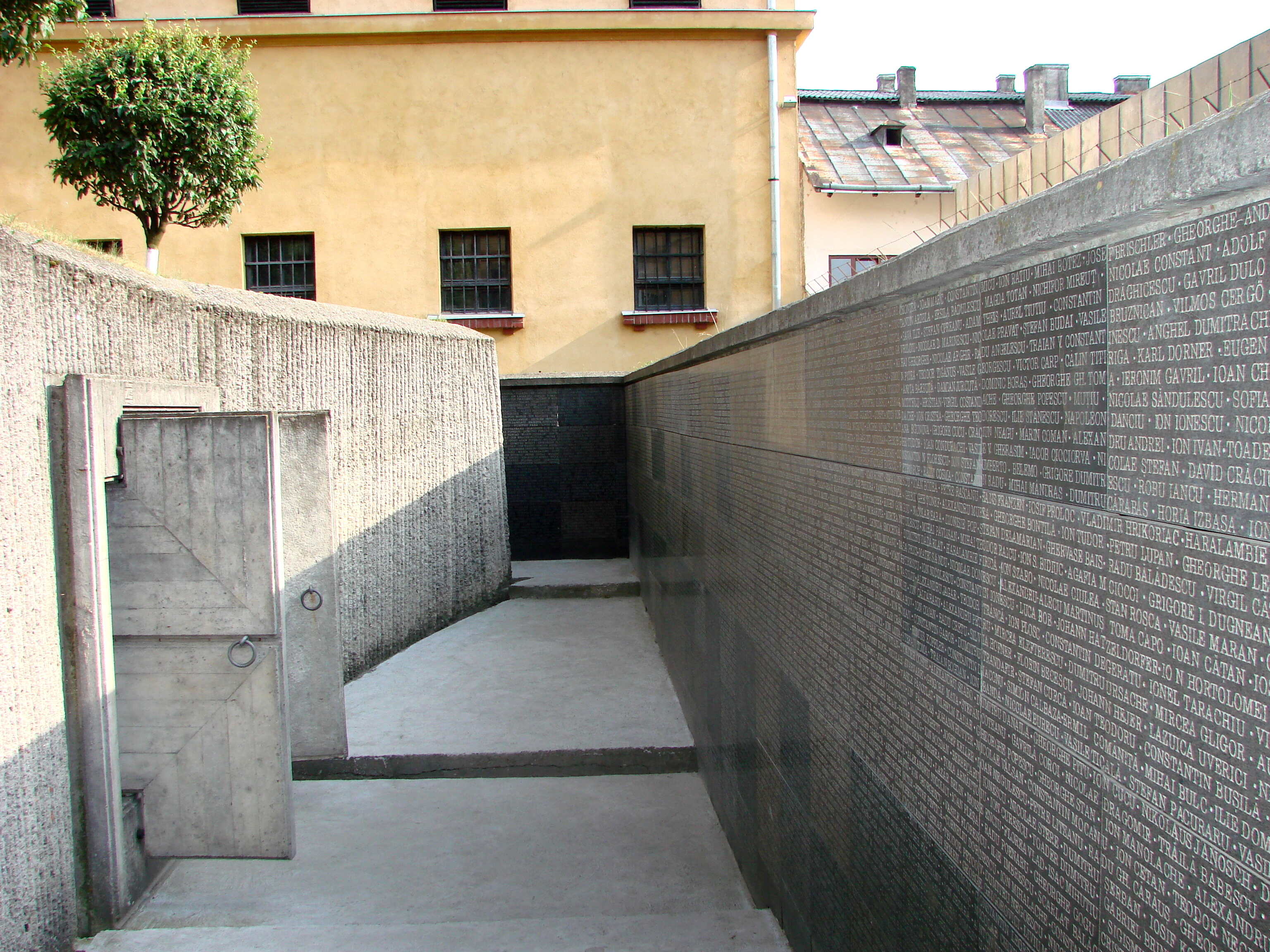
Le « mur des 975000 victimes arrêtées » du régime communiste en Roumanie, dans le Mémorial de Sighet.

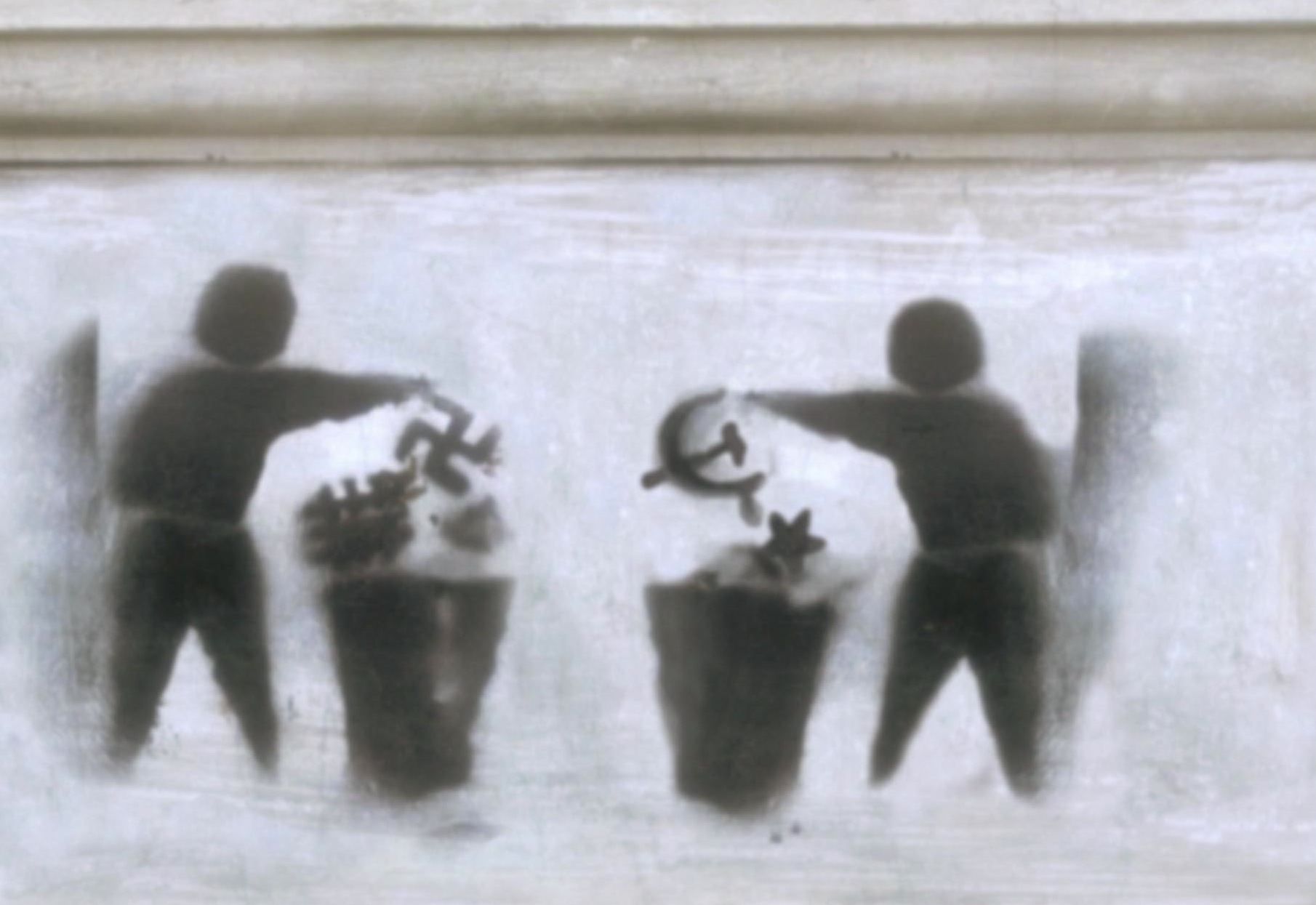
Tag anti-totalitaire sur un mur à Bucarest

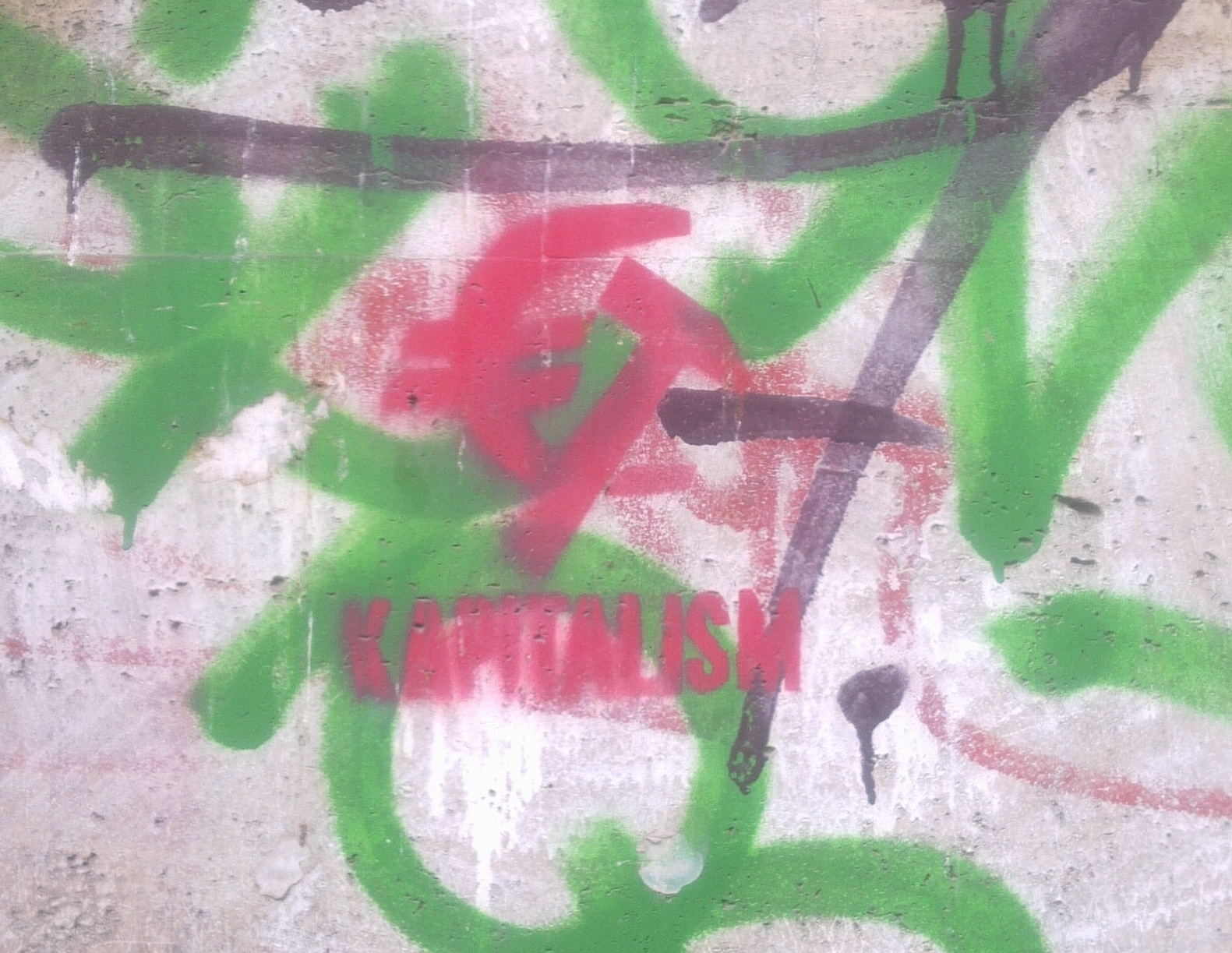
Tag dénonçant le monopole de la nomenklatura sur l'économie pendant la transition, sur un mur à Bucarest

Depuis la chute de la dictature communiste en 1989, un grand nombre d’ouvrages historiques est paru et un « Mémorial de la Résistance et des victimes du communisme » a été fondé en 1993 par d’anciens dissidents à Sighetu Marmației, dévoilant au grand jour les crimes de ce régime, mais sans susciter d’indignation dans l’opinion du pays et internationale, ni aboutir à une « lustration ».
La « Commission historique d’investigation et d’analyse des crimes du régime communiste » coordonnée par Vladimir Tismăneanu (en) et mise en place en 2005, a rendu ses conclusions en 2007 : elle impute au régime 2 215 000 victimes en 45 ans soit environ 11 % de la population, en tenant compte non seulement des 975 000 victimes directement dues à la répression (exécutions, morts en détention pour motifs politiques) mais aussi de celles dues à la pénurie institutionnalisée, aux disettes provoquées par les réquisitions, au manque d'énergie et donc de chauffage, au manque de sécurité dans le travail, à l'emploi massif des prisonniers pour les travaux dangereux et de grande envergure, et au manque de soins aux plus faibles dû à l'indigence des fournitures médicales et pharmaceutiques,.
La dictature se réclamant du communisme et autoproclamée « démocratie populaire », qu’a exercée entre le 6 mars 1945 et le 22 décembre 1989 le Parti communiste roumain, a été reconnue en 2004 par le Parlement roumain comme « génocidaire », ayant « conçu et mis en œuvre un plan concerté et prémédité d’extermination sous prétexte de lutte des classes et de praxis révolutionnaire ». Avec la grande famine ukrainienne des années 1930, c’est le seul cas de reconnaissance juridique officielle d’un crime de masse commis sur critères politiques et sociaux comme « génocide » (même le Goulag, le Laogai ou le génocide cambodgien ne sont pas juridiquement reconnus comme génocides, car la définition internationalement reconnue postule qu’un génocide ne peut avoir été commis qu’exclusivement sur des critères nationaux, ethniques, raciaux ou religieux).
Le rapport de 660 pages de la « Commission historique d'investigation et d'analyse des crimes du régime communiste » commence par une citation de Jules Michelet à propos de la Révolution française et se présente comme un « premier pas vers une analyse historique plus exhaustive de la période communiste » (qui n'a jamais été réalisée). Il a suscité des controverses tant en Roumanie qu’à l’étranger.
Hors-frontières, de nombreux historiens et juristes ont critiqué l’entorse faite par la Roumanie (comme par l’Ukraine) au principe selon lequel seuls des critères nationaux, ethniques, raciaux ou religieux peuvent définir un « génocide », à l’exemple du génocide arménien, de la Shoah ou de la Porajmos. En Roumanie même, les leaders anciennement communistes, devenus nationalistes comme Adrian Păunescu ou Corneliu Vadim Tudor (président du parti d'extrême-droite PRM), ont invectivé à la télévision Vladimir Tismăneanu ou fait siffler dans l’enceinte du parlement le président Traian Băsescu pour avoir approuvé ces travaux.
« J'ai trouvé dans ce rapport les raisons pour lesquelles je peux condamner, au nom de la démocratie, les crimes du régime communiste en Roumanie dont d’anciens dignitaires occupent toujours des positions importantes dans la politique, les affaires et les médias » a déclaré au parlement le président Traian Băsescu (proche des libéraux) sous les sifflets et les huées de l’opposition socialiste et nationaliste.
En décembre 2006, soit 16 ans après la fin du régime communiste, la Fondation pour une société ouverte publie un sondage indiquant que les Roumains considèrent le communisme réel, tel que le pays l'a connu, comme :
- 12 % : une bonne idée aux conséquences globalement positives ;
- 41 % : une bonne idée mal appliquée aux conséquences globalement négatives ;
- 34 % : une mauvaise idée aux mauvaises conséquences ;
- 13 % : autre chose ou ne sait pas.

En 2017 et 2018, les générations de moins de 30 ans n'ayant pas connu le régime communiste de Roumanie n'admettent plus les pratiques des oligarques descendants et successeurs de la nomenklatura, regroupés principalement au sein du PSD dont la coalition avec l'ALD est majoritaire au parlement qui nomme le gouvernement, et manifestent de manière récurrente, avec le soutien de l'opposition démocratique pro-européenne du président Klaus Iohannis dont les pouvoirs sont très limités, contre la gouvernance PSD mêlant populisme, achat des votes dans les campagnes pauvres, corruption (en), limogeage de Laura Codruța Kövesi procureure de la direction nationale anticorruption et nationalisme eurosceptique.